# Добровольська Тамара
Тамара П. Добровольська (нар. ? — пом. ?) — українська радянська шахістка. Чемпіонка УРСР із шахів серед жінок 1937 року, представляла Київ. Артистка театру.

## Турнірні результати

### Результати виступів у чемпіонатах України
Тамара Добровольська зіграла у 12-ти фінальних турнірах чемпіонатів України серед жінок, зокрема в усіх п'яти довоєнних першостях України. У її активі — одна золота, одна срібна та дві бронзові нагороди.
| Рік  | Місце проведення | Турнір                 | Результат | +  | — | = | Місце   |
| ---- | ---------------- | ---------------------- | --------- | -- | - | - | ------- |
| 1935 | Київ             | 1-й чемпіонат України  | 10½ з 14  |    |   |   | — 5     |
| 1936 | Київ             | 2-й чемпіонат України  | 7½ з 12   |    |   |   | 6 — 7   |
| 1937 | Київ             | 3-й чемпіонат України  | 12½ з 15  | 11 | 1 | 3 | Gold    |
| 1938 | Київ             | 4-й чемпіонат України  | 10 з 15   | 8  | 4 | 3 | 4 — 5   |
| 1939 | Київ             | 5-й чемпіонат України  | 7½ з 10   |    |   |   | Silver  |
| 1949 | Одеса            | 9-й чемпіонат України  | 6½ з 11   | 3  | 1 | 7 | — 5     |
| 1951 | Київ             | 11-й чемпіонат України | 8 з 14    | 5  | 3 | 6 | 4 — 7   |
| 1952 | Київ             | 12-й чемпіонат України | 9 з 15    | 6  | 3 | 6 | 5 — 8   |
| 1953 | Київ             | 13-й чемпіонат України | 6½ з 17   | 4  | 8 | 5 | 14 — 15 |
| 1955 | Київ             | 15-й чемпіонат України | 7½ з 14   | 6  | 5 | 3 | 8       |
| 1956 | Київ             | 16-й чемпіонат України | 7½ з 17   |    |   |   | 12 — 13 |
| 1960 | Київ             | 20-й чемпіонат України | 7 з 17    |    |   |   | 12 — 14 |

### Результати виступів у чемпіонатах СРСР
Тамара Добровольська зіграла у фінальному турнірі чемпіонату СРСР 1937 року посівши 9 місце. В активі Добровольської перемога над Людмилою Руденко майбутньою чемпіонкою світу із шахів.
| Рік  | Місце проведення | Турнір             | Результат | + | — | = | Місце |
| ---- | ---------------- | ------------------ | --------- | - | - | - | ----- |
| 1937 | Ростов-на-Дону   | 5-й чемпіонат СРСР | 8 з 15    | 5 | 4 | 6 | 9     |

## Сім'я
Тамара Добровольська була дружиною відомого шахіста та шахового тренера Олександра Константинопольського.